# John Paul Leon
John Paul Leon (Nova Iorque, 26 de abril de 1972 - 1 de maio de 2021) foi um ilustrador cubano-americano conhecido por seu trabalho na minissérie Earth X

## Biografia
Os pais de Leon imigraram de Cuba para os Estados Unidos e, no início da década de 1960, a família já havia se estabelecido na Cidade de Nova Iorque, onde moraram até 1976. Naquela ano, Leon, então com quatro anos, e toda sua família se mudaram para Miami, na Flórida, aonde ele viria a concluir seus estudos. Em 1990, ele retornou à sua cidade natal para fazer faculdade na School of Visual Arts em Manhattan, aonde formou-se em Ilustração. 

### Início da carreira
Em seu segundo ano de faculdade, Leon ingressou numa turma particular de artistas, tutorados por Michael Davis. Davis instigou Leon a ilustrar uma história de quinze páginas, para compor seu portfólio e levar para ser avaliada por outros artistas em convenções - e numa dessas convenções, Bob Schreck, editor da Dark Horse Comics se mostrou impressionado com o trabalho de Leon, que acabou sendo contratado para desenhar a minissérie em RoboCop: Prime Suspect. 
Pouco após esse trabalho para a Dark Horse, Leon foi convidado por Dwayne McDuffie para participar da universo Milestone Comics, aonde foi responsável pela arte da série Static - que posteriormente serviria de base para a série animada Static Shock.

### Earth Xe cinema
Leon tornou-se internacionalmente conhecido por seu elogiado trabalho na minissérie Earth X, escrita por Alex Ross e Jim Krueger, e, mais recentemente, foi um dos artistas que colaboraram com o guia visual dos filmes Batman Begins e Superman Returns. Em 2008, tornou-se o capista da série DMZ.